# 劳拉·塔朗托拉
劳拉·塔朗托拉（法語：Laura Tarantola，1994年6月8日—），法国女子赛艇运动员，2018年世界赛艇锦标赛女子轻量级单人双桨金牌得主、2020年夏季奥林匹克运动会女子轻量级双人双桨银牌得主。